# Clay Evans
Clay Evans (n. 28 octombrie 1953, Columbia) este un înotător ce a reprezentat Canada, medaliat olimpic. A participat la 2 ediții ale Jocurilor Olimpice (1972, 1976) în care a câștigat două medalii de argint.